# Cynanchum blyttioides
Cynanchum blyttioides är en oleanderväxtart som beskrevs av S. Liede. Cynanchum blyttioides ingår i släktet Cynanchum och familjen oleanderväxter. Inga underarter finns listade i Catalogue of Life.